# Miles Davis Volume 2
Albums de Miles Davis
Miles Davis Volume One
(1955) Blue Haze
(1955)
Miles Davis Volume 2 est un album jazz de Miles Davis enregistré le 20 avril 1953.

## Titres
| N°  | Titre                         | Auteur | Durée |
| --- | ----------------------------- | ------ | ----- |
| 1.  | Kelo                          |        | 3:20  |
| 2.  | Enigma                        |        | 3:25  |
| 3.  | Ray's Idea                    |        | 3:46  |
| 4.  | Tempus Fugit                  |        | 3:53  |
| 5.  | C.T.A.                        |        | 3:36  |
| 6.  | I Waited For You              |        | 3:31  |
| 7.  | Kelo (Alternate Take)         |        | 3:27  |
| 8.  | Enigma (Alternate Take)       |        | 3:27  |
| 9.  | Ray's Idea (Alternate Take)   |        | 3:53  |
| 10. | Tempus Fugit (Alternate Take) |        | 4:01  |
| 11. | C.T.A. (Alternate Take)       |        | 3:18  |

## Musiciens
- Miles Davis (trompette)
- J. J. Johnson (trombone)
- Jimmy Heath (saxophone ténor)
- Gil Coggins (piano)
- Percy Heath (contrebasse)
- Art Blakey (batterie)